# Rode bes

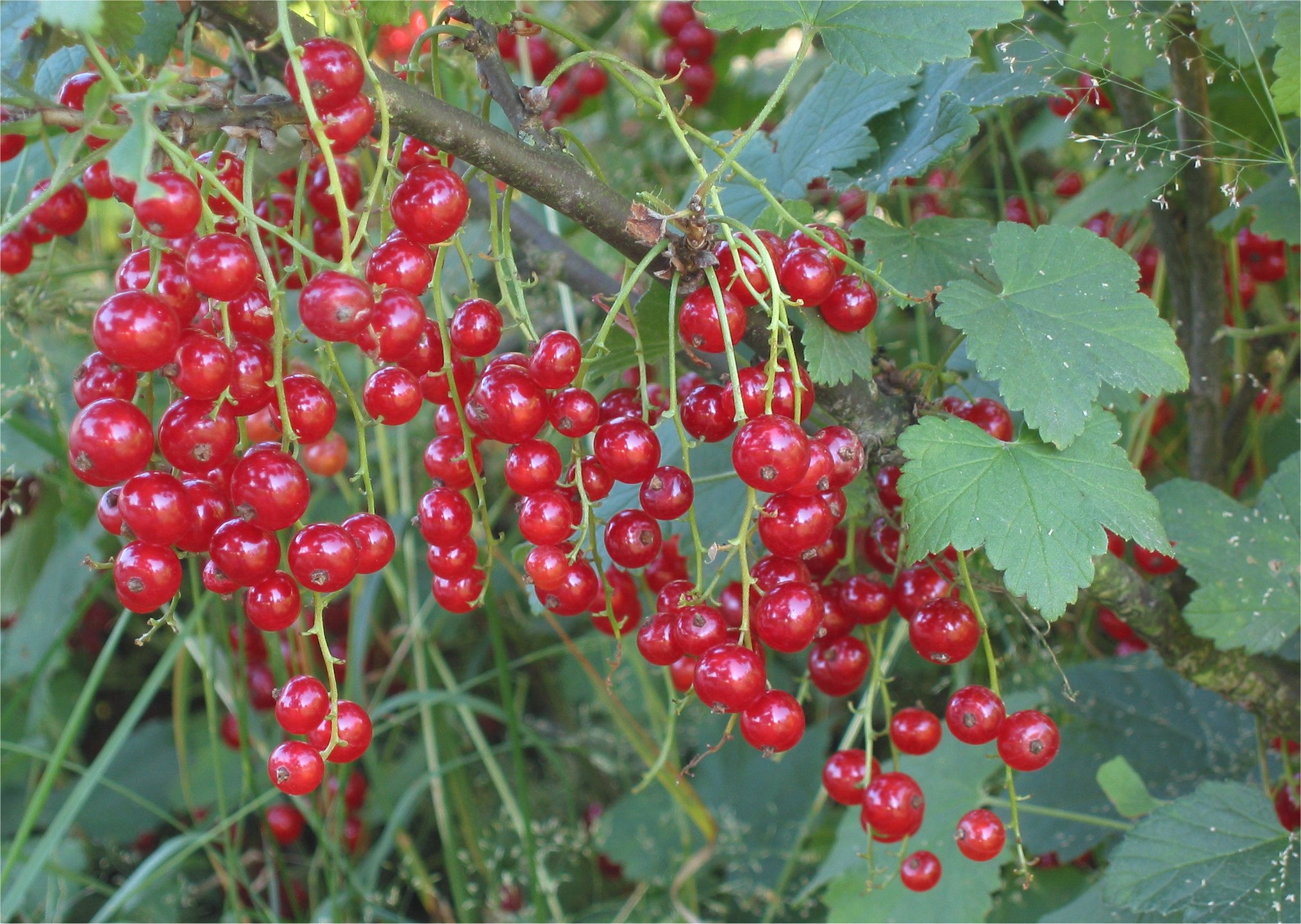
Rode bessen

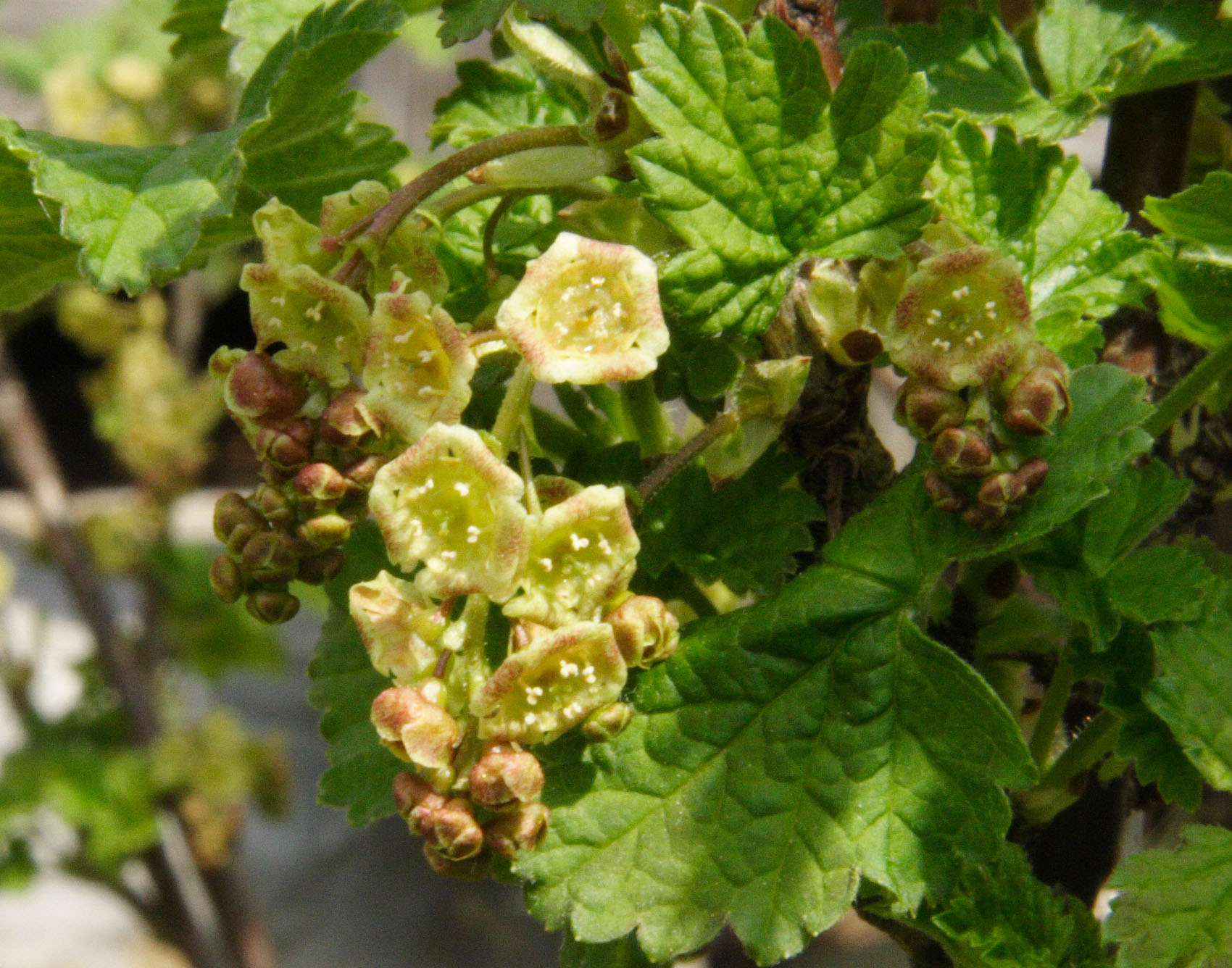
Bloemen

De rode bes behoort tot de aalbes (Ribes rubrum). De witte bes behoort ook tot de aalbes, zodat er - behoudens de kleur van de bessen - eigenlijk geen verschil bestaat tussen rode en witte bessen.
In Nederland breidt de teelt van rode bessen uit doordat de bessen door vervroeging en verlating van de teelt over een langere periode aangevoerd worden.
Teelt van rode bessen in Nederland:
| Jaar | ha  |
| ---- | --- |
| 1995 | 148 |
| 2000 | 196 |
| 2001 | 202 |
| 2002 | 244 |
| 2003 | 245 |
| 2004 | 247 |
| 2005 | 271 |
| 2006 | 280 |
| 2007 | 290 |
| 2008 | 310 |
| 2009 | 330 |
| 2010 | 240 |
| 2011 | 237 |
| 2012 | 220 |
| 2013 | 218 |
| 2014 | 241 |
| 2015 | 258 |
| 2016 | 263 |
| 2017 | 283 |
| 2018 | 311 |
| 2019 | 324 |
| 2020 | 336 |

Voor vervroeging worden rode bessen geteeld in kassen en in plastic tunnels. Hierdoor kan de aanvoer 3 tot 4 weken vervroegd worden ten opzichte van de vollegrondsteelt. De bessen van de vollegrondsteelt kunnen onder speciale geconditioneerde omstandigheden tot vier maanden lang bewaard worden, waardoor de afzet meer gespreid plaatsvindt.
De rijptijd in de volle grond is, afhankelijk van het ras, van eind juni tot eind augustus.

## Rassen
De bekendste rassen zijn:
- Jonkheer van Tets is al een wat ouder ras dat zijn waarde nog steeds heeft behouden omdat deze het vroegst rijpt (eind juni/begin juli). Tamelijk lange trossen met tamelijk grote helderrode bessen. Jonkheer van Tets is zeer regengevoelig en matig vatbaar voor bladvalziekte.
- Junifer rijpt iets later dan Jonkheer van Tets (begin juli). Geeft tamelijk lange trossen met matig grote helderrode bessen. Junifer is weinig regengevoelig maar zeer vatbaar voor bladvalziekte. Wordt veel gebruikt voor de teelt in plastic tunnelkassen. Voor buitenteelt is Junifer minder geschikt.
- Rolan rijpt middentijds en geeft lange trossen met grote lichtrode bessen. Goede lichtzure smaak. Matig regengevoelig en tamelijk vatbaar voor bladvalziekte. Omdat de lichtrode kleur van de bessen door de consument als minder aantrekkelijk wordt ervaren, wordt dit ras beroepsmatig niet veel geteeld. Ondanks deze lichtere beskleur is Rolan echter een goed ras.
- Stanza is een middentijds rijpend ras met matig lange trossen met matig grote donkerrode bessen. Zure smaak. Erg productief. Tamelijk regengevoelig en weinig vatbaar voor bladvalziekte.
- Red Lake rijpt ook middentijds en geeft zeer lange zeer los gevormde trossen met grote rode bessen. Het ras valt op door de zeer goede smaak. Als gevolg van het lagere zuurgehalte smaken de bessen namelijk zoeter. Red Lake wordt daarom gezien als het ras met de beste smaak. Matig regengevoelig. Vatbaar voor bladvalziekte en meeldauw.
- Rotet rijpt tamelijk laat en geeft zeer lange los gevormde trossen met tamelijk grote bessen. De bessen zijn stevig en smaken zuur. Matig tot redelijk productief. Weinig regengevoelig. Matig vatbaar voor bladvalziekte.
- Rosetta rijpt laat en geeft zeer lange trossen met grote lichtrode bessen. Zure smaak. Zeer regengevoelig. Weinig tot matig vatbaar voor bladvalziekte.
- Rovada rijpt laat (eind juli/begin augustus) en geeft lange trossen met grote glanzende rode bessen. Goede smaak. Rovada is tamelijk regengevoelig en tamelijk vatbaar voor bladvalziekte. Rovada is een van de beste rassen van dit moment.
- Rondom is een wat ouder laat rijpend ras. Het kan inmiddels niet meer worden aanbevolen omdat deze is ingehaald door betere nieuwere rassen zoals Rovada.
- Rode Rebel rijpt eveneens laat en geeft tamelijk grote helderrode bessen aan lange trossen. Goede smaak. Matig regengevoelig. Tamelijk vatbaar voor bladvalziekte.
- Redpoll rijpt laat. Dit nieuwe ras uit Engeland blinkt uit in troslengte (40 tot 60 bessen per tros is mogelijk). Weinig gevoelig voor bloem- en vruchtrui. Zelfs aan het oude hout komen nog redelijk lange trossen. Redpoll is resistent tegen bladvalziekte, maar in de eerste groeijaren enigszins gevoelig voor meeldauw op de jonge scheuten.
- Roodneus rijpt half augustus. Prachtige lange gevulde trossen met tamelijk grote glanzende donkerrode bessen. De bessen kunnen zelfs doorkleuren tot zeer donkerrood. Zure smaak. Roodneus is weinig regengevoelig en weinig vatbaar voor bladvalziekte.
- Augustus rijpt nog wat later dan Roodneus (tweede helft augustus). Zeer lange trossen met tamelijk kleine bessen. De bessen zijn rood tot donkerrood van kleur. Zure smaak. Augustus is weinig regengevoelig en weinig vatbaar voor bladvalziekte.
- Heinemann's Rote Spätlese is het laatst rijpende ras (eind augustus/begin september) en is eigenlijk voornamelijk om die reden van waarde. De trossen zijn weliswaar zeer lang met grote rode bessen, doch de bessen smaken zeer zuur en hebben grote pitten.

Er zijn ook enkele rassen met zodanig licht gekleurde bessen dat deze gewoonlijk worden aangeduid als roze bessen. Voorbeelden zijn de rassen Rosa Sport, Gloire des Sablons en Couleur de Chair (Pink Champagne). Deze rassen hebben doorschijnende bessen met een zeer lichtroze kleur. Vanwege de doorschijnende bessen worden ze soms ook wel bij de witte bessen gerekend, alhoewel het eigenlijk een tussenvorm van de rode en de witte bes betreft. Omdat er van de zijde van consumenten weinig belangstelling is voor dergelijke vaalroze bessen, worden ze beroepsmatig vrijwel niet geteeld. Bij sommige hobbyisten kan men ze wel in de tuin aantreffen.

## Ziekten
De rode bes wordt aangetast door de schimmelziekten bladvalziekte (Drepanopeziza ribis), Eutypiose (Eutypa lata), grauwe schimmel (Botryotinia fuckeliana) en vuur (Nectria cinnabarina).

## Voedingswaarde per 100 g
| Energetische waarde | 189 kJ/45kcal |
| Koolhydraten        | 9,7 gram      |
| Eiwit               | 1,13 gram     |
| Vet                 | 0,2 gram      |
| Vitamine C          | 36 mg         |
| Caroteen            | 0,04 mg       |
| Vitamine B1         | 0,04 mg       |
| Vitamine B2         | 0,03 mg       |
| Calcium             | 29 mg         |
| IJzer               | 0,91 mg       |